# HMS Brissenden (L79)
«Бріссенден» (L79) (англ. HMS Brissenden (L79)) — військовий корабель, ескортний міноносець типу «Хант» «IV» підтипу Королівського військово-морського флоту Великої Британії за часів Другої світової війни.
«Бріссенден» закладений 28 лютого 1941 року на верфі компанії John I. Thornycroft & Company у Вулстоні. 15 вересня 1942 року він був спущений на воду, а 12 лютого 1943 року увійшов до складу Королівських ВМС Великої Британії.
Ескортний міноносець «Бріссенден» брав участь у бойових діях на морі в Другій світовій війні, бився у Північній Атлантиці та на Середземному морі, супроводжував арктичні й атлантичні конвої. За проявлену мужність та стійкість у боях бойовий корабель заохочений шістьма бойовими відзнаками.

## Бойовий шлях

### 1943
У травні 1943 року Королівський флот відібрав «Бріссенден» для участі в операції «Хаскі», вторгненні союзників на Сицилію, запланованому на липень 1943 року. 21 червня 1943 року він приєднався до легкого крейсера «Уганда», есмінців «Віцерой», «Воллес», «Візерінгтон» і «Вулстон» та ескортних есмінців «Ерроу», «Бланкні», «Брекон», «Блінкатра», «Гемблдон», «Ледбері» і «Мендіп», які супроводжували військовий конвой WS 31/КМФ 17 на ділянці переходу між Клайдом і Гібралтаром. 26 червня 1943 року конвої розділилися, і есмінці «Амазон», «Бульдог» і «Фоксхаунд», що базувалися в Гібралтарі, та ескортний міноносець «Блекмор» взяли на себе супроводження конвою WS 31, який продовжив свій шлях до Фрітауна, Сьєрра-Леоне, на шляху до Близького Сходу, в той час як головні сили попрямували до Гібралтару в супроводі KMF 17, прибувши туди 28 червня 1943 року.
1 листопада 1943 року есмінець увійшов до складу сил ескорту, що супроводжували конвой RA 54A, який повертався з Радянського Союзу.

### 1944
У період з 30 березня до 19 квітня «Бріссенден» діяв разом із британськими та канадськими есмінцями «Танатсайд», «Гурон», «Хайда», «Венслідейл», «Мелбрейк» і «Ашанті», тренуючись до прикриття морських навчань у контексті підготовки до морської десантної операції з висадки морського десанту в Нормандії. З 4 до 22 червня 1944 року есмінець забезпечував захист сил десанту при підготовці та після висадки. Після цього повернутий до Англії.